# Bambusa insularis
Bambusa insularis är en gräsart som beskrevs av Liang Chi Chia och Hok Lam Fung. Bambusa insularis ingår i släktet Bambusa och familjen gräs.
Artens utbredningsområde är Hainan (Kina). Inga underarter finns listade i Catalogue of Life.